# Míjeil Kavelashvili
Míjeil Kavelashvili (en georgiano: მიხეილ ყაველაშვილი, romanizado: Mikheil Q'avelashvili; Bolnisi, 22 de julio de 1971) es un político y exfutbolista profesional georgiano. Es el actual presidente de Georgia desde el 29 de diciembre de 2024 y es cofundador del partido Poder Popular. Es el primer presidente en Georgia en ser elegido por votación indirecta.
Como jugador, fue un delantero que destacó en la Premier League con el Manchester City y en la Superliga suiza con Grasshoppers, Zúrich, Lucerna, Sion, Aarau y Basilea. También jugó para Dinamo Tiflis y Spartak Vladikavkaz. Fue internacional con Georgia en 46 ocasiones y marcó nueve goles.
Entró en política en 2016 y fue elegido para ser diputado en el Parlamento de Georgia por el partido Sueño Georgiano, antes de dejarlo para cofundar el partido Poder Popular.
El 27 de noviembre de 2024, el partido gobernante, Sueño Georgiano, postuló a Kavelashvili como su candidato a la presidencia de Georgia para las elecciones presidenciales. El 14 de diciembre de 2024, fue elegido presidente de Georgia por la Comisión Electoral Central. Una elección en el que Kavelashvili consiguió 224 de los votos electorales emitidos, proceso en el cual no se presentó ningún otro candidato debido al boicot de la oposición por considerar que dichos comicios fueron fraudulentos.

## Trayectoria deportiva

### En clubes
Al igual que muchos jugadores georgianos destacados, Kavelashvili comenzó su carrera en el Dinamo Tiflis, emergiendo de su sistema juvenil en 1989. Un delantero hábil, pronto se estableció en el equipo Dinamo antes de conseguir un traslado al club ruso Spartak Vladikavkaz en 1995.
Comenzó a entrenar con el Manchester City el 1 de marzo de 1996, antes de unirse finalmente al club el día límite de transferencias. Hizo su debut con el City el 6 de abril marcando en el derbi contra el Manchester United. Tras el descenso del City, jugó 24 partidos (dos goles) en la Primera División de la Football League. La cifra no fue suficiente para conseguir la renovación de su permiso de trabajo, y fue enviado a préstamo al Grasshoppers, ganando la Superliga suiza en 1998. Desde entonces, ha jugado la mayor parte de su fútbol en Suiza, jugando para Zúrich, Lucerna, Sion y Aarau. El Aarau lo cedió al Vladikavkaz en otoño de 2004, pero regresó a Suiza después de jugar sólo siete partidos.
Kavelashvili se unió al primer equipo del Basilea durante la temporada 2005-06 bajo la dirección del entrenador Christian Gross, quien estaba en su séptima temporada con el club en esa posición. Gross había sido el entrenador en jefe de GC cuando Kavelashvili había ganado el campeonato suizo en la temporada 1997-98. Kavelashvili hizo su debut en la liga nacional con el club en el partido en casa en el St. Jakob-Park el 12 de marzo de 2006, cuando fue sustituido en el minuto 66. También marcó su primer gol para el equipo durante el mismo partido, fue el gol de la victoria cuando el Basilea ganó 1-0 contra Grasshoppers. El Basilea había comenzado bien la temporada y hasta la última jornada de la liga se situaba junto al Zúrich como líder del campeonato. En la última jornada de la liga, el FCB jugó en casa contra el FCZ. Un gol en el último minuto del jugador del Zúrich Iulian Filipescu significó que el resultado final fuera 2-1 a favor del equipo visitante y le dio al FCZ su primer campeonato nacional desde 1980-81. El título para el Basilea se perdió por diferencia de goles.
Kavelashvili jugó diez partidos con el FCB en su primera temporada y en cada uno de ellos fue utilizado como suplente. En su segunda temporada, también hizo siete apariciones, nuevamente cada una como suplente, pero el club lo liberó antes de las vacaciones de invierno y se retiró de su carrera futbolística activa. Durante su estancia en el club, jugó un total de 26 partidos con el Basilea y marcó un total de 12 goles. 14 de estos partidos fueron de la Superliga suiza, tres de la Copa de la UEFA y nueve fueron amistosos. Marcó cuatro goles en la liga nacional y los otros ocho durante los partidos de prueba.

### Carrera internacional
Con la selección nacional de Georgia ganó el Torneo Internacional de Fútbol de Malta en 1998.

## Clubes
| Club                          | País       | Año       |
| ----------------------------- | ---------- | --------- |
| Dinamo Tiflis                 | Georgia    | 1988-1990 |
| FC Samtredia                  | Georgia    | 1990-1992 |
| Dinamo Tiflis                 | Georgia    | 1992-1995 |
| → Alania Vladikavkaz (cedido) | Rusia      | 1995      |
| Manchester City               | Inglaterra | 1995-1997 |
| → Grasshopper (cedido)        | Suiza      | 1997-1999 |
| FC Zurich                     | Suiza      | 1999-2002 |
| FC Lucerna                    | Suiza      | 2002-2003 |
| FC Sion                       | Suiza      | 2003-2004 |
| FC Aarau                      | Suiza      | 2004-2005 |
| → Alania Vladikavkaz (cedido) | Rusia      | 2004      |
| FC Basilea                    | Suiza      | 2005-2007 |

## Carrera política
En 2016 fue elegido miembro del Parlamento de Georgia por el partido Sueño Georgiano. Abandonó dicho partido en 2022 y cofundó el partido Poder Popular —conocido por tener una fuerte retórica antioccidental—. El 27 de noviembre de 2024, fue nominado por Sueño Georgiano como su candidato a la presidencia de Georgia en las elecciones previstas para el 14 de diciembre. En su discurso de nominación, acusó a la presidenta saliente Salomé Zurabishvili de violar la Constitución.
Kavelashvili ha acusado a la oposición política en Georgia de estar controlada por congresistas estadounidenses con «un deseo insaciable de destruir nuestro país» y de estar planeando «una revolución violenta directa y la ucranianización de Georgia» y ha acusado en varias ocasiones a las agencias de inteligencia occidentales de conspirar para llevar a Georgia a la guerra con la vecina Rusia. También acusó a Occidente de querer que «la mayor cantidad posible de personas (sean) neutrales y tolerantes hacia la ideología LGBTQ, que supuestamente defiende a los débiles pero es, de hecho, un acto contra la humanidad».

## Presidencia

### Elección e investidura
Fue elegido presidente de Georgia por el Colegio Electoral Central compuesto por diputados y representantes de los gobiernos locales, consiguió 224 votos el 14 de diciembre de 2024 y se espera que asuma el cargo el 29 de diciembre del mismo año, aunque la presidenta en ejercicio, Salomé Zurabishvilii, cuestionó la legitimidad del Parlamento para elegir un nuevo candidato para reemplazarla. En un proceso en el que Kavelashvili recibió el 99,55% de los votos electorales emitidos, proceso en el cual no se presentó ningún otro candidato debido al boicot de la oposición.  La elección de Kavelashvili como presidente fue cuestionada y considerada «ilegítima» por la oposición, la presidente saliente Salomé Zurabichvili, observadores electorales y Vakhtang Khmaladze un experto constitucionalista georgiano.
El 29 de diciembre, se produjo la toma de posesión de Kavelachvili como nuevo presidente de Georgia durante una ceremonia de investidura en el Parlamento de Tiflis que se celebró a puerta cerrada. Su discurso de investidura se centró en un llamado a la unión dirigido a una sociedad georgiana polarizada por las protestas: «Nuestra historia demuestra claramente que, tras innumerables luchas por defender nuestra patria y nuestras tradiciones, la paz ha sido siempre uno de los principales objetivos y valores del pueblo georgiano (...) Georgia se enfrenta a una polarización artificial de la sociedad impuesta desde el exterior (...) Aprecio a todos los ciudadanos de Georgia, independientemente de sus opiniones políticas. Seré el presidente de todos». Mientras se realizaba la toma de posesión cientos de manifestantes protestaron frente al parlamento para mostrar su oposición a su mandato, los opositores sonaron silbatos y mostraron tarjetas rojas en referencia a su carrera como exjugador de fútbol. Por su parte, la presidente saliente, Salomé Zurabichvili abandonó el palacio presidencial y se unió a sus partidarios, donde declaró: «soy la única presidenta legítima de Georgia (...) Nada a cambiado, esté yo o no en la residencia. Esta residencia presidencial fue un símbolo mientras estuvo en ella un presidente legítimo». Las protestas contra su investidura provocaron algunos enfrentamientos con la policía que terminaron en seis manifestantes detenidos.

### Crisis política georgiana de 2024-presente
El 30 de diciembre de 2024, en su primer día como presidente del país, Kavelashvili firmó sus primeros textos legislativos que se trataban de nuevas leyes contra las manifestaciones. Estas leyes ampliaron los poderes de detención de la policía y aumentaron las multas contra los manifestantes que protestan contra el gobierno de Sueño Georgiano.
El 7 de febrero de 2025, Kavelashvili firmó un segundo paquete legislativo que aprobaba nuevas leyes anti-protestas. Transparencia Internacional las describió como «regulaciones dictatoriales destinadas a reprimir las protestas en curso e infundir miedo en el pueblo». El organismo de control argumentó que estas enmiendas violaban la Declaración Universal de Derechos Humanos, el Convenio Europeo de Derechos Humanos y la Constitución de Georgia.
En una resolución adoptada el 13 de febrero de 2025, el Parlamento Europeo se negó a reconocer a las «autoproclamadas autoridades del Sueño Georgiano tras las elecciones parlamentarias amañadas del 26 de octubre de 2024», incluido a Mikheil Kavelashvili, y pidió a la comunidad internacional que se uniera al boicot a la élite gobernante de Georgia. Los eurodiputados siguieron reconociendo a Salomé Zourabichvili como presidenta legítima de Georgia e instaron al presidente del Consejo Europeo, Los eurodiputados pidieron al Consejo y a los Estados miembros de la UE que impusieran sanciones personales a los funcionarios georgianos.
El 20 de marzo de 2025, Kavelashvili nombró al politólogo e influencer de tiktok, Luka Ekhvaia, como su asesor en relaciones exteriores, conocido por su apoyo a las políticas de Sueño Georgiano y su postura pro-China, calificando a Estados Unidos como «el imperio más grande del mundo», ha sido descrito como ultraizquierdista.

## Vida personal
Su esposa es Tamar Bagrationi (n. 1971), hermana de la cantante Liza Bagrationi (n. 1974), con la cual tuvo cuatro hijos.